# Flor do Sertão
Flor do Sertão é um município brasileiro do Estado de Santa Catarina. Localiza-se a uma latitude 26º46'39" sul e a uma longitude 53º20'51" oeste, estando a uma altitude de 302 metros. Sua população estimada em 2010 era de 1 588 habitantes, sendo o terceiro município menos populoso do estado de Santa Catarina.

## História
A denominação Flor do Sertão, conforme os moradores mais antigos, foi por causa de uma árvore de flores amarelas encontrada no meio da floresta no início da colonização, que julgaram ser o Ipê Amarelo, árvore que se tornou símbolo do Município.